# Dave Rudabaugh
David "Dave" Rudabaugh (possivelmente em 14 de julho de 1854 - 1886) foi um conhecido fora-da-lei norte americano. Em épocas e lugares diferentes, Dave conviveu com outras duas lendas do velho oeste: o famoso xerife Bat Masterson e o fora da lei Billy The Kid.

## Biografia
Acredita-se que Dave Rudabaugh nasceu no Condado de Fulton, Illinois. Mais tarde, sua família se mudou para o estado de Ohio. O pai de Dave acabou morrendo durante a Guerra Civil. Em 1870 mudou-se com sua mãe para Eureka no Kansas. Em 27 de Janeiro de 1878 em Dodge City (Kansas), se envolveu em um frustrado assalto a um comboio ferroviário. Dave e seus comparsas foram capturados pelo xerife Bat Masterson e sua comitiva. Foi oferecida imunidade ao jovem fora-da-lei, com a condição de que Dave testemunha-se contra os outros suspeitos. O que ele acabou fazendo, sendo libertado após o julgamento. Os outros acusados foram condenados a cinco anos de prisão e trabalho forçado em Leavenworth.
Dave teria prometido que seus dias de fora-da-lei haviam terminado e que procurava um trabalho honesto. Masterson então recrutou Dave para suas fileiras. Durante uma das operações do grupo no Colorado, Dave se tornou amigo de um dos tenentes de Masterson, John Joshua Webb. Os dois se tornaram policiais em Las Vegas, Nevada. Mas a carreira como homem da lei de Rudabaugh, teve vida breve: os dois foram presos acusados de roubar uma loja de departamentos em 1879, mas acabaram inocentados. A 10 de Março, Webb foi preso e condenado a enforcamento, depois de matar um fazendeiro em um Saloon da cidade. Dave tentou evadir Webb da prisão, mas falhou na tentativa, matando um carcereiro. Acabou fugindo de Las Vegas em seguida. Mais tarde John Webb conseguiu fugir da cadeia, matando três guardas no processo.

### Dave Rudabaugh e Billy The Kid
A essa altura, Rudabaugh havia fugido para o Novo México, onde se juntou a ninguém menos que Billy The Kid e sua gangue, composta pelos dois, mais os veteranos da Guerra de Lincoln: Charlie Bowdre e Tom O'Folliard e outros dois recrutados: Tom Pickett e Billy Wilson. O grupo atuava no roubo de gado, rebanhos e cavalos, em especial aqueles da fazenda de John Chisum. Dave e The Kid estariam envolvidos na morte do xerife James Carlyle, durante um tiroteio no rancho de Jim Greathouse em 27 de Novembro de 1880. Perseguidos pelo xerife de Lincoln, Pat Garrett, o grupo acabou se rendendo as forças da lei, após a morte de Tom O'Folliard em Fort Summer e de Charlie Bowdre em Stinking Springs. Dave foi encarcerado em Santa Fe, onde foi julgado e condenado a prisão perpétua. Conseguiu fugir das autoridades em 3 de Dezembro de 1881. Aparentemente, fugiu para o México, onde foi morto por linchadores em 1886, depois de matar dois homens em uma briga. Sua cabeça foi postumamente decapitada e pendurada em praça pública.

## Citações na mídia
- É interpretado por Christian Slater no filme Young Guns II de 1990. Embora seja nomeado no filme como Arkansas Dave, não existe nenhum registro histórico em que o fora-da-lei seja assim mencionado.[4]
- Dave Rudabaugh é apenas mencionado no filme Wyatt Earp de 1994, durante uma das cenas, onde Wyatt Earp (Kevin Costner) encontra Bat Masterson (Tom Sizemore).
- No western de 1959, The Gunfight at Dodge City Dave é interpretado por Richard Anderson.